# Per-Inge Walfridsson
Per-Inge Walfridsson (dit Pi, ou Storebror -pour Grand frère-), né le 1er septembre 1950 à Torsby (Suède) où il réside, est un pilote de rallyes et de rallycross suédois, ingénieur au sein de la compagnie familiale.

## Biographie
Après des débuts en 1969, il entame la compétition automobile internationale en 1971 lors de son rallye national sur Volvo 122 (année où il gagne l'Höstrallyt en Norvège). Son meilleur résultat en WRC est obtenu en 1973, avec une quatrième place à l'issue du RAC Rally sur Volvo 142 cette fois (épreuve où il obtient encore une sixième place la saison suivante, toujours pour Volvo, constructeur dont il est pilote officiel durant quelques saisons). Sur le territoire britannique, il s'est aussi illustré lors des rallye du Pays de Galles 1972 et 1973 (deuxième), et du circuit d'Irlande en 1976 avec une Lancia Stratos (quatrième, une épreuve basée en Ulster), deux compétitions ayant compté pour le championnat d'Europe des rallyes à cette période. 
En 1975, il s'impose lors d'un rallye africain, le Star Roof of Africa.
Il fait partie d'une famille d'entrepreneurs suédois originaire de Torsby (Comté de Värmland) avec ses deux frères Stig-Olov (dit Stecka, de 12 ans son cadet) et Lars-Erik, qui ont également concouru en rallye et rallycross. 
La fille aînée de PI, Pernilla, est également une performante rallywoman de niveau mondial, en Groupe N entre 1997 et 2000.

## Palmarès

### Titres en rallycross et en rallye
- Champion d'Europe de rallycross en  1980 sur Volvo 343 Turbo (4e en 1978 sur Volvo 343 Turbo; 3e en 1981 sur Volvo 343 2.3 16S);
- Champion de Suède de rallycross en 1977 et 1979;
- Vainqueur du Championnat nordique de rallycross en 1979;
  - Vice-champion de Suède de rallycross en 1978;
  - Vice-champion de Suède des rallyes en 1972.